# Richard Thomas Walker Duke

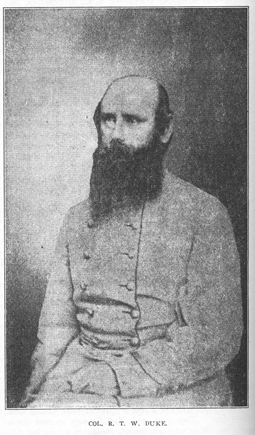
Richard Thomas Walker Duke

Richard Thomas Walker Duke (* 6. Juni 1822 in Charlottesville, Virginia; † 2. Juli 1898 ebenda) war ein US-amerikanischer Politiker. Zwischen 1870 und 1873 vertrat er den Bundesstaat Virginia im US-Repräsentantenhaus.

## Leben
Richard Duke besuchte zunächst private Schulen und absolvierte danach bis 1844 das Virginia Military Institute in Lexington. Nach einem anschließenden Jurastudium an der University of Virginia in Charlottesville und seiner 1850 erfolgten Zulassung als Rechtsanwalt begann er in diesem Beruf zu arbeiten. Zwischen 1858 und 1869 fungierte er als Bezirksstaatsanwalt im Albemarle County. Während des Bürgerkrieges war er Oberst der Infanterie im Heer der Konföderation.
Nach dem Tod des Abgeordneten Robert Ridgway wurde Richard Duke als Kandidat der Conservative Party bei der fälligen Nachwahl für den fünften Sitz von Virginia als dessen Nachfolger in das US-Repräsentantenhaus in Washington, D.C. gewählt, wo er am 8. November 1870 sein neues Mandat antrat. Nach einer Wiederwahl konnte er bis zum 3. März 1873 im Kongress verbleiben. In den Jahren 1879 und 1880 saß er im Abgeordnetenhaus von Virginia. Richard Duke starb am 2. Juli 1898 auf seinem Landsitz Sunny Side nahe Charlottesville.